# Rigor Sardonicous
Rigor Sardonicous — американская фьюнерал-дум/дэт-метал-группа. Её жанр определяется критиками как «Raw Apocalyptic Doom»
Базируются в Лонг-Айленде (Нью-Йорк).
Язык песен — английский. Подавляющее большинство названий их альбомов и песен на латинском языке. Также и название группы в переводе с лытыни означает «жесткий и сардонический».

## Состав

### Текущий состав
- Joseph Fogarazzo — гитара, вокал (с 1988)
- Glenn Hampton — бас-гитара

### Бывшие участники
- Ryan Böhlmann — ударные (сессионный музыкант)
- Gabe Madsen — ударные (1988–1991)
- Steve Moran — бас-гитара (2004–2005)

## Дискография

### Полноформатные альбомы
- Apocalypsis Damnare (1999)
- Principia Sardonica (2004)
- Vallis Ex Umbra De Mortuus (2008)
- Ego Diligio Vos (2012)

### Демо
- Risus Ex Mortuus (1994)

### Концертные альбомы
- Vivescere Exitium (2011)

### Мини-альбомы и сплиты
- The Forgotten / Rigor Sardonicous (сплит с The Forgotten, 2002)
- Amores Defunctus Tuus Mater  (сплит с Dimentianon, 2007)
- I / Neo-pesaimism (сплит с Persistence in Mourning, 2010)
- Ridenti Mortis] (мини-альбом, 2018)